# 同形同音異義語
同形同音異義語（どうけいどうおんいぎご、英語: homonym）は、言語学において同形異義語かつ同音異義語、すなわち綴りと発音が同じにもかかわらず意味が異なる単語群のこと。同綴同音異義語とも。
英単語の場合、left（左）とleft（立ち去った、leaveの過去形）や、stalk（植物の茎）とstalk（人に付きまとう嫌がらせ、ストーカー行為）などがある。
日本語の場合、同音異義語でも漢字表記すれば同形については満たさない例が一般的で、カタカナ表記される外来語に同形同音異義語が多い傾向がある（後述）。
氷上を滑るskate（スケート）と魚のskate（ガンギエイ）のように語源に関連のない真の同形同音異義語と、身体部位のmouth（口）と川のmouth（河口）のように語源が共通の多義語は区別されることがある。

## 関連性のある概念
| 用語           | 意味                    | 綴り                    | 発音         |
| -------------- | ----------------------- | ----------------------- | ------------ |
| 同形同音異義語 | 違う                    | 同じ                    | 同じ         |
| 同形異義語     | 違う                    | 同じ                    | （要件なし） |
| 同音異義語     | 違う                    | （要件なし）            | 同じ         |
| 同形異音語     | （要件なし）            | 同じ                    | 違う         |
| 同音異字       | 違う                    | 違う                    | 同じ         |
| 同形異音異義語 | 違う                    | 同じ                    | 違う         |
| 多義語         | 違うが関連あり          | 同じ                    | （要件なし） |
| キャピトニム   | 語頭が大文字 の時は違う | 語頭の大文字 以外は同じ | （要件なし） |
| 類義語         | ほぼ同じ                | 違う                    | 違う         |
| 対義語         | 反対                    | 違う                    | 違う         |

同音異義に関連する概念のオイラー図。中央上が同形同音異義語 (homonym)。

意味、綴り、発音、という観点から言葉について類似の概念が幾つかある（右図）。とりわけ同形同音異義語に近しい概念としては、以下の用語がある。
同形異義語または同綴異義語 (homograph)
発音を問わず「綴りが同じで意味が異なる単語群」だと一般に定義されている。もし発音まで同じだった場合、それらは同形同音異義語にあたる。発音が異なる場合は同形異音異義語 (heteronym) という。後者の例としては、bow(/bɑ́u/,船首)とbow(/bóu/,弓）など。
同音異義語 (homophone)
綴りを問わず「発音が同じで意味が異なる単語群」だと一般に定義されている。もし綴りまで同じだった場合、それらは同形同音異義語にあたる。綴りが異なる場合は同音異字 (heterograph) という。後者の例としては、to（～まで）とtoo（～も）とtwo（二）など。
同形異音語 (heterophone)
意味を問わず「綴りが同じで発音が異なる単語群」をいう。日本（にほん/にっぽん）、艶やか（あでやか/つややか）などが該当する。このうち、金星（きんせい、地球よりも1つ内側にある惑星）と金星（きんぼし、格下の力士が上位の力士に勝利する）のように、発音の違いで意味まで変わってしまうものは、同形異音異義語 (heteronym) という。
多義語 (polyseme)
意味的に関連の認められる異なった二つ以上の意味をもつ単語をいう。例えば「甘い」は、味覚の面だけでなく「（人をうっとりさせる）甘い言葉、甘いマスク」「（浮ついた楽観的な）甘い考え、甘い見通し」「（厳格でない）甘い採点、甘いしつけ」「ピントが甘い、ネジの締まりが甘い（緩んでいる）」などの用法がある。全てこれらは蜜のような甘味（がもたらす気分など）から転じたものと推察されるので、多義語と解釈される。なお、多義語と同音異義語の区別の仕方については、言語学的にまだ結論が出ていない。
キャピトニム (capitonym)
綴りが同一であっても語頭が大文字か否かで意味が変化する単語群をいう。例えば、March（三月）とmarch（行進）、Japan（日本）とjapan（漆、漆塗り）などがある。

## 例

### 日本語
日本語では、基本的に外国語のbとvの音を「バ行」で、lとrの音を「ラ行」で転写するため、カタカナ表記の外来語に同形同音異義語が多い傾向がある。
- bとvの例： ベスト[8]
  - 最も素晴らしい、最善を尽くすなどの意味（英: best）
  - チョッキとも呼ばれる、袖の無い胴着（英: vest）
- lとrの例： ラップ[9]
  - 競走トラックや水泳プール往復などの周回数、かかった時間（英: lap）
  - 1970年代のニューヨークが発祥となった黒人音楽（英: rap）
  - 品物や食品等をその上から包むこと、くるむための包装（英: wrap）

外来語を除いた場合だと、しばしばオノマトペに同形同音異義語が見られる。
- さらさら[10]
  - 風で笹の葉が──と揺れる（物が軽く触れ合う音）
  - 全員が──と署名する（よどみなく軽快に進む様子）
  - 絹服の──な手触り（湿り気や粘り気がなく、乾いた感じ）
  - 聞く気が──ない（少しもない、全く無い）

最後の例に関しては、漢字で「更々」と表記することで、他のさらさらと区別できる。漢字表記が使える場合は、大抵の同音異義語を別の形に綴って区別できるようになる。
- きしゃのきしゃがきしゃできしゃした
  - → 貴社の記者が汽車で帰社した
- りょうしとりょうしのりょうしはりょうしろんにうとい
  - → 猟師と漁師の両氏は量子論に疎い[11]

漢字は、しばしばそれ自体で意味を持っている（表意文字）ため、漢字表記を使うことで同形同音異義を避けられるうえ、各単語の意味も理解しやすくなるという利点がある。

### フランス語
- avocat: 弁護士とアボカド
  - Mon avocat est en train de manger un avocat. - 私の弁護士はアボカドを食べている。[12]
- chouette: フクロウと感嘆詞
  - Cette chouette est chouette !  - このフクロウはすごい！[13]
- tour: 塔とターン・周囲
  - C'est à mon tour de faire le tour de la tour. - 今度は私が塔を一周する番だ。[13]

## 歴史言語学
同形同音異義語はコミュニケーションの齟齬につながり、語彙を変える（言い換え語）のきっかけにもなりうる。先述のラップを例にとると、lapを周回タイム、rapをラップ音楽（ラップ・ミュージック）、wrapを包装フィルム、などと呼び分けたりする。
同形同音異義語は、一方が非常に膾炙している場合に意味の混同が起こりやすくなる。例えば、町の広場などで開かれる古物市「フリーマーケット」は「蚤の市 (flea market)」という意味だが、日本国内で非常に膾炙している同形同音のフリー（free、自由）と意味を誤解されやすい。